# 前5世纪国家领导人列表
公元前5世纪（前500年—前401年）世界各国领导人列表。

## 亚洲

### 中国
春秋时期→战国时期
| 国     | 名字       | 头衔 | 家族 | 就任        | 离任        | 备注               |
| ------ | ---------- | ---- | ---- | ----------- | ----------- | ------------------ |
| 周朝   | 周敬王匄   | 天子 | 姬   | 前520年     | 前476年     |                    |
| 周朝   | 周元王仁   | 天子 | 姬   | 前476年     | 前469年     |                    |
| 周朝   | 周贞定王介 | 天子 | 姬   | 前469年     | 前441年     |                    |
| 周朝   | 周哀王去疾 | 天子 | 姬   | 前441年     | 前441年     |                    |
| 周朝   | 周思王叔   | 天子 | 姬   | 前441年     | 前441年     |                    |
| 周朝   | 周考王嵬   | 天子 | 姬   | 前441年     | 前426年     |                    |
| 周朝   | 周威烈王午 | 天子 | 姬   | 前426年     | 前402年     |                    |
| 周朝   | 周安王骄   | 天子 | 姬   | 前402年     | 前376年     |                    |
| 西周国 | 西周桓公揭 | 君   | 姬   | 前440年     | 前415年     |                    |
| 西周国 | 西周威公灶 | 君   | 姬   | 前414年     | 前415年     |                    |
| 秦国   | 秦惠公     | 伯   | 嬴   | 前501年     | 前492年     |                    |
| 秦国   | 秦悼公     | 伯   | 嬴   | 前492年     | 前477年     |                    |
| 秦国   | 秦厉共公   | 伯   | 嬴   | 前477年     | 前443年     |                    |
| 秦国   | 秦躁公     | 伯   | 嬴   | 前443年     | 前429年     |                    |
| 秦国   | 秦怀公     | 伯   | 嬴   | 前429年     | 前425年     |                    |
| 秦国   | 秦灵公     | 伯   | 嬴   | 前425年     | 前415年     |                    |
| 秦国   | 秦简公悼子 | 伯   | 嬴   | 前415年     | 前400年     |                    |
| 楚国   | 楚昭王熊珍 | 王   | 芈   | 前516年     | 前489年     |                    |
| 楚国   | 楚惠王熊章 | 王   | 芈   | 前489年     | 前432年     |                    |
| 楚国   | 楚简王熊中 | 王   | 芈   | 前432年     | 前408年     |                    |
| 楚国   | 楚声王熊当 | 王   | 芈   | 前408年     | 前402年     |                    |
| 楚国   | 楚悼王熊疑 | 王   | 芈   | 前402年     | 前381年     |                    |
| 齐国   | 齐景公杵臼 | 侯   | 姜   | 前548年     | 前490年     |                    |
| 齐国   | 齐晏孺子荼 | 侯   | 田   | 前490年     | 前489年     |                    |
| 齐国   | 齐悼公阳生 | 侯   | 姜   | 前489年     | 前485年     |                    |
| 齐国   | 齐简公壬   | 侯   | 姜   | 前485年     | 前481年     |                    |
| 齐国   | 齐平公骜   | 侯   | 姜   | 前481年     | 前456年     |                    |
| 齐国   | 齐宣公积   | 侯   | 姜   | 前456年     | 前405年     |                    |
| 齐国   | 齐康公贷   | 侯   | 姜   | 前405年     | 前379年     |                    |
| 晋国   | 晋定公午   | 侯   | 姬   | 前512年     | 前475年     |                    |
| 晋国   | 晋出公凿   | 侯   | 姬   | 前475年     | 前452年     |                    |
| 晋国   | 晋哀公骄   | 侯   | 姬   | 前452年     | 前434年     |                    |
| 晋国   | 晋幽公柳   | 侯   | 姬   | 前434年     | 前416年     |                    |
| 晋国   | 晋烈公止   | 侯   | 姬   | 前416年     | 前389年     |                    |
| 韩氏   | 韩简子不信 | 晋卿 | 姬   | ？          | 前497年以后 |                    |
| 韩氏   | 韩庄子庚   | 晋卿 | 姬   | ？          | ？          |                    |
| 韩氏   | 韩康子虎   | 晋卿 | 姬   | ？          | 前425年     |                    |
| 韩氏   | 韩武子启章 | 晋卿 | 姬   | 前425年     | 前409年     |                    |
| 韩国   | 韩景侯虔   | 侯   | 姬   | 前409年     | 前400年     | 前403年为诸侯      |
| 魏氏   | 魏襄子曼多 | 晋卿 | 姬   | 前509年     | 前482年以后 |                    |
| 魏氏   | 魏桓子驹   | 晋卿 | 姬   | ？          | 前446年     |                    |
| 魏国   | 魏文侯斯   | 侯   | 姬   | 前446年     | 前396年     | 前403年为诸侯      |
| 赵氏   | 赵简子鞅   | 晋卿 | 嬴   | 前518年     | 前476年     |                    |
| 赵氏   | 赵襄子无恤 | 晋卿 | 嬴   | 前476年     | 前425年     |                    |
| 赵氏   | 赵桓子嘉   | 晋卿 | 嬴   | 前425年     | 前424年     |                    |
| 赵氏   | 赵献子浣   | 晋卿 | 嬴   | 前424年     | 前409年     |                    |
| 赵国   | 赵烈侯籍   | 侯   | 嬴   | 前409年     | 前400年     | 前403年为诸侯      |
| 宋国   | 宋景公头曼 | 公   | 子   | 前517年     | 前469年     |                    |
| 宋国   | 宋昭公得   | 公   | 子   | 前469年     | 前404年     |                    |
| 宋国   | 宋悼公购由 | 公   | 子   | 前404年     | 前385年     |                    |
| 鲁国   | 鲁定公宋   | 侯   | 姬   | 前510年     | 前495年     |                    |
| 鲁国   | 鲁哀公将   | 侯   | 姬   | 前495年     | 前468年     |                    |
| 鲁国   | 鲁悼公宁   | 侯   | 姬   | 前468年     | 前437年     |                    |
| 鲁国   | 鲁元公嘉   | 侯   | 姬   | 前437年     | 前416年     |                    |
| 鲁国   | 鲁穆公显   | 侯   | 姬   | 前416年     | 前383年     |                    |
| 卫国   | 卫灵公元   | 侯   | 姬   | 前535年     | 前493年     |                    |
| 卫国   | 卫出公辄   | 侯   | 姬   | 前493年     | 前480年     |                    |
| 卫国   | 卫庄公蒯聩 | 侯   | 姬   | 前480年     | 前478年     |                    |
| 卫国   | 卫君斑师   | 侯   | 姬   | 前478年     | 前478年     |                    |
| 卫国   | 卫君起     | 侯   | 姬   | 前478年     | 前477年     |                    |
| 卫国   | 卫出公辄   | 侯   | 姬   | 前477年     | 前470年     |                    |
| 卫国   | 卫悼公黔   | 侯   | 姬   | 前470年     | 前465年     |                    |
| 卫国   | 卫敬公弗   | 侯   | 姬   | 前465年     | 前432年     |                    |
| 卫国   | 卫昭公纠   | 侯   | 姬   | 前432年     | 前426年     |                    |
| 卫国   | 卫怀公亶   | 侯   | 姬   | 前426年     | 前415年     |                    |
| 卫国   | 卫慎公颓   | 侯   | 姬   | 前415年     | 前383年     |                    |
| 郑国   | 郑声公胜   | 伯   | 姬   | 前501年     | 前463年     |                    |
| 郑国   | 郑哀公易   | 伯   | 姬   | 前463年     | 前455年     |                    |
| 郑国   | 郑共公丑   | 伯   | 姬   | 前455年     | 前424年     |                    |
| 郑国   | 郑幽公已   | 伯   | 姬   | 前424年     | 前423年     |                    |
| 郑国   | 鄭繻公骀   | 伯   | 姬   | 前423年     | 前396年     |                    |
| 陈国   | 陈湣公越   | 侯   | 妫   | 前502年     | 前478年     | 亡于楚国           |
| 蔡国   | 蔡昭侯申   | 侯   | 姬   | 前519年     | 前491年     |                    |
| 蔡国   | 蔡成侯朔   | 侯   | 姬   | 前491年     | 前472年     |                    |
| 蔡国   | 蔡声侯产   | 侯   | 姬   | 前472年     | 前457年     |                    |
| 蔡国   | 蔡元侯     | 侯   | 姬   | 前457年     | 前451年     |                    |
| 蔡国   | 蔡侯齐     | 侯   | 姬   | 前451年     | 前447年     | 亡于楚国           |
| 曹国   | 曹伯阳     | 伯   | 姬   | 前502年     | 前487年     | 亡于宋国           |
| 杞国   | 杞釐公遂   | 伯   | 姒   | 前506年     | 前487年     |                    |
| 杞国   | 杞湣公维   | 伯   | 姒   | 前487年     | 前471年     |                    |
| 杞国   | 杞哀公阏路 | 伯   | 姒   | 前471年     | 前461年     |                    |
| 杞国   | 杞出公敕   | 伯   | 姒   | 前461年     | 前449年     |                    |
| 杞国   | 杞简公春   | 伯   | 姒   | 前449年     | 前445年     | 亡于楚国           |
| 许国   | 许元公成   | 男   | 姜   | 前504年     | 前482年     |                    |
| 许国   | 许男结乙   | 男   | 姜   | 前482年     | ？          |                    |
| 邾国   | 邾隐公益   | 子   | 曹   | 前506年     | 前471年     |                    |
| 邾国   | 邾桓公革   | 子   | 曹   | 前471年     | ？          |                    |
| 邾国   | 邾娄考公   | 子   | 曹   | ？          | ？          |                    |
| 小邾国 | 小邾惠公   | 子   | 曹   | ？          | ？          |                    |
| 莒国   | 莒郊公狂   | 子   | 己   | 前518年     | 前481年     |                    |
| 滕国   | 滕顷公结   | 侯   | 姬   | 前513年     | 前491年     |                    |
| 滕国   | 滕隐公虞毋 | 侯   | 姬   | 前491年     | 前484年     |                    |
| 滕国   | 滕考公麇   | 侯   | 姬   | 前484年     | ？          |                    |
| 薛国   | 薛襄公定   | 伯   | 任   | 前511年     | 前498年     |                    |
| 薛国   | 薛公比     | 伯   | 任   | 前498年     | 前497年     |                    |
| 薛国   | 薛惠公夷   | 伯   | 任   | 前497年     | 前485年     |                    |
| 燕国   | 燕前简公   | 侯   | 姬   | 前505年     | 前493年     |                    |
| 燕国   | 燕孝公     | 侯   | 姬   | 前493年     | 前455年     |                    |
| 燕国   | 燕成公戴   | 侯   | 姬   | 前455年     | 前439年     |                    |
| 燕国   | 燕闵公     | 侯   | 姬   | 前439年     | 前415年     |                    |
| 燕国   | 燕后简公载 | 侯   | 姬   | 前415年     | 前373年     |                    |
| 吴国   | 阖闾       | 王   | 姬   | 前515年     | 前496年     |                    |
| 吴国   | 夫差       | 王   | 姬   | 前496年     | 前473年     | 亡于越国           |
| 越国   | 允常       | 王   | 姒   | 前511年     | 前497年     |                    |
| 越国   | 勾践       | 王   | 姒   | 前497年     | 前464年     |                    |
| 越国   | 鹿郢       | 王   | 姒   | 前464年     | 前458年     |                    |
| 越国   | 不寿       | 王   | 姒   | 前458年     | 前448年     |                    |
| 越国   | 朱勾       | 王   | 姒   | 前448年     | 前411年     |                    |
| 越国   | 翳         | 王   | 姒   | 前411年     | 前375年     |                    |
| 中山国 | 中山文公   | 侯   | 姬   | ？          | 前415年     |                    |
| 中山国 | 中山武公   | 侯   | 姬   | 前415年     | 前406年     |                    |
| 中山国 | 中山桓公   | 侯   | 姬   | 前406年     | 前406年     | 亡于魏国，之后复国 |
| 单国   | 单平公     | 伯   |      | 前482年前后 | 前482年前后 |                    |
| 刘国   | 刘桓公     | 子   | 姬   | 前506年     | 前488年     |                    |
| 胡国   | 胡子豹     | 子   | 归   | ？          | 前495年     | 亡于楚国           |
| 郯国   | 郯子鸪     | 子   | 己   | ？          | 前414年     | 亡于越国           |
| 蜀国   | 开明尚     |      |      | ？          | ？          |                    |

### 古朝鲜
箕子朝鲜
| 名字 | 头衔 | 在任             | 备注 |
| ---- | ---- | ---------------- | ---- |
| 冈   | 国王 | 前503年－前486年 |      |
| 混   | 国王 | 前486年－前465年 |      |
| 璧   | 国王 | 前465年－前432年 |      |
| 澄   | 国王 | 前432年－前413年 |      |
| 儁   | 国王 | 前413年－前385年 |      |

### 日本
| 名       | 家族     | 就任          | 离任           |
| -------- | -------- | ------------- | -------------- |
| 懿德天皇 | （天皇） | 前510年2月4日 | 前477年9月18日 |
| 孝昭天皇 | （天皇） | 前475年1月9日 | 前393年8月5日  |

### 越南
| 名字   | 头衔   | 家族 | 就任    | 离任    | 备注 |
| ------ | ------ | ---- | ------- | ------- | ---- |
| 雄毅王 | 鴻龐氏 |      | 前568年 | 前408年 |      |
| 雄璿王 | 鴻龐氏 |      | 前408年 | 前258年 |      |

### 印度
- 摩揭陀：诃黎王朝（列表）

- 頻毘娑羅（约前544年–约前492年）
- 阿闍世王（约前492年–约前460年）
- 优陀夷（Udayin），国王（约前460年–约前440年）
- 阿兔楼陀（Anuruddha），国王（约前440年–？）
- 文荼（Munda），国王(？–约前437年）
- 那伽都沙迦（Nāgadāsaka），国王（约前437年–约前413年）

- 摩揭陀：幼龙王朝（列表）

- 悉输那伽（Shishunaga），国王（前413年–前395年）

### 斯里兰卡
- 前阿努拉德普拉时期：坦巴潘尼王朝（列表）

- 般度婆苏提婆，国王（前504年–前474年）
- 阿跋耶，国王（前474年–前454年）
- 帝沙，摄政（前454年–前437年）

- 阿努拉德普拉王国：毘阇耶王朝（列表）

- 槃陀迦阿巴耶，国王（前437年–前367年）

### 中东
- 波斯帝国：阿契美尼德王朝（列表）

- 大流士一世，万王之王、沙阿（前522年–前486年）
- 薛西斯一世，万王之王、沙阿（前485年–前465年）
- 阿爾塔薛西斯一世，万王之王、沙阿（前464年–前424年）
- 薛西斯二世，万王之王、沙阿（前424年）
- 塞基狄亚努斯，万王之王、沙阿（前424年–前423年）
- 大流士二世，万王之王、沙阿（前423年–前404年）
- 阿尔塔薛西斯二世，万王之王、沙阿（前404年–前358年）

- 博斯普鲁斯王国：斯帕尔多库斯王朝：

- Spartocus I，国王（前438年–前433年）
- Satyrus I，国王（前433年–前389年）
- Seleucus，国王（前433年–前393年）

- 亚美尼亚王国（列表）

- 希达内斯二世（Hidarnes II），国王（前5世纪前期）
- 希达内斯三世（Hidarnes III），国王（前5世纪中期）
- 阿尔达希尔（ArtasyrusI），国王（前5世纪）
- 奧隆提德一世（Orontes I），總督（前401年–前344年）

## 欧洲

### 巴尔干半岛
馬其頓王國：阿吉德王朝
- 阿敏塔斯一世，国王（前547年–前498年）
- 亚历山大一世，国王（前498年–前454年）
- 阿尔塞塔斯二世，国王（前454年–前448年）
- 佩爾狄卡斯二世，国王 (前448年–前413年)
- 阿奇拉一世，国王（前413年–前399年）

伊庇魯斯同盟
- Admetus，国王（前470年之前–前430年）
- Tharrhypas，国王（前430年–前392年）

雅典执政官
- 赫耳摩克勒翁 前501年-前500年
- 萨米鲁斯 前500年-前499年：波希战争开始。
- 拉卡拉提德斯 前499年-前498年
- 未知 前498年-前497年
- 阿尔奇亚斯 前497年-前496年
- 喜帕恰斯 前496年-前495年
- 菲利普斯 前495年-前494年
- 皮索克里特 前494年-前493年
- 地米斯托克利 前493年-前492年
- 丢奈特 前492年-前491年：波斯第一次入侵希腊。
- 希博里里斯 前491年-前490年
- 小发伊尼普 前490年-前489年：波斯与雅典爆发马拉松战役雅典胜利。
- 阿里斯提德 前489年-前488年
- 安喀塞斯 前488年-前487年
- 特勒西努斯 前487年-前486年
- 色乌列斯 前486年-前485年
- 菲罗科拉太斯 前485年-前484年
- 列奥斯特拉图斯 前484年-前483年
- 尼格迪姆 前483年-前482年
- 未知 前482年-前481年
- 叙普塞喀德 前481年-前480年
- 卡利亚德 前480年-前479年：波斯第二次入侵希腊，雅典在萨拉米斯战役中再次获胜。
- 科桑西普斯 前479年-前478年：斯巴达在普拉提亚战役打败波斯残军。
- 提莫斯太奈斯 前478年-前477年：雅典建立提洛同盟。
- 阿代曼托 前477年-前476年
- 普哈厄冬 前476年-前475年
- 多里摩卡里德斯 前475年-前474年
- 阿塞斯特里德斯 前474年-前473年
- 梅农 前473年-前472年
- 哈列斯 前472年-前471年
- 帕拉西尔古斯 前471年-前470年
- 德莫提昂 前470年-前469年
- 阿浦塞费翁 前469年-前468年
- 塞盖尼德 前468年-前467年
- 斯特拉图斯 前467年-前466年
- 吕撒聂 前466年-前465年
- 里西特奥斯 前465年-前464年
- 阿切德米斯 前464年-前463年
- 特勒波勒摩斯 前463年-前462年
- 科农 前462年-前461年
- 埃育提浦 前461年-前460年
- 普拉西克利 前460年-前459年
- 普西洛克勒斯 前459年-前458年
- 哈博伦 前458年-前457年
- 米纳斯特伊斯 前457年-前456年
- 老卡莱斯 前456年-前455年
- 索西斯特拉都斯 前455年-前454年
- 阿里斯顿 前454年-前453年
- 里斯卡拉特斯 前453年-前452年
- 查雷普哈纳斯 前452年-前451年
- 安提多图斯 前451年-前450年
- 奥提的姆斯 前450年-前449年
- 佩蒂奥斯 前449年-前448年
- 菲利斯库 前448年-前447年
- 提马尔奇德 前447年-前446年
- 卡利马科斯 前446年-前445年
- 莱什玛岂德 前445年-前444年：伯里克利时代开始。
- 普拉克西特利斯 前444年-前443年
- 吕撒聂 前443年-前442年
- 狄费龙 前442年-前441年
- 提姆克勒斯 前441年-前440年
- 莫里奇德斯 前440年-前439年
- 古劳西努斯 前439年-前438年
- 西奥多 前438年-前437年
- 尤特美尼 前437年-前436年
- 利西马科斯 前436年-前435年
- 安提奥库斯 前435年-前434年
- 卡拉特斯 前434年-前433年
- 艾普塞德斯 前433年-前432年
- 皮托多鲁斯 前432年-前431年：斯巴达和雅典爆发伯罗奔尼撒战争。
- 艾特德姆斯 前431年-前430年
- 阿波罗多罗斯 前430年-前429年：伯里克利去世。
- 伊巴密浓 前429年-前428年
- 迪奥提姆斯 前428年-前427年
- 优克勒斯 前427年-前426年
- 艾特努斯 前426年-前425年
- 斯特拉托卡洛斯 前425年-前424年
- 伊萨库斯 前424年-前423年
- 阿米尼亚斯 前423年-前422年
- 阿尔凯奥斯 前422年-前421年
- 亚里斯提安 前421年-前420年
- 阿斯提费罗 前420年-前419年
- 阿尔奇亚斯 前419年-前418年
- 安提 前418年-前417年
- 欧斐摩斯 前417年-前416年：雅典开始远征西西里岛的城邦叙拉古。
- 阿里姆尼斯塔 前416年-前415年
- 查理亚斯 前415年-前414年
- 提桑德洛斯 前414年-前413年
- 卡列奥特里图斯 前413年-前412年：远征失败，雅典战败。
- 萨卡姆博尼德斯 前412年-前411年
- 泰奥彭波斯 前411年-前410年
- 格劳锡普斯 前410年-前409年
- 迪奥克莱斯 前409年-前408年
- 埃育克太莫 前408年-前407年
- 安提盖努斯 前407年-前406年
- 安基里德 前406年-前405年
- 阿勒西亚斯 前405年-前404年
- 普托多鲁斯 前404年-前403年：伯罗奔尼撒战争，雅典战败，斯巴达成为全希腊的霸主。斯巴达在雅典设置了三十个寡头政治家管理雅典。民主制被推翻。
- 奥克莱得斯 前403年-前402年：三十寡头被推翻，民主制重建。
- 米康 前402年-前401年
- 塞南纳图斯 前401年-前400年

斯巴达国王
- 欧里庞提德世系

- 狄马拉图斯 前515年 - 前491年
- 列奥提齐德斯二世 前491年 - 前469年
- 阿希达穆斯二世 前469年 - 前427年
- 阿基斯二世，国王（约前427年–前401/前400年）
- 阿格西莱二世，国王（约前401/400年–前360年）

- 亚基亚德世系

- 克里昂米尼一世 前520年-前490年
- 列奥尼达一世 前490年-前480年
- 普雷斯塔库斯 前480年-前459年
- 普雷斯多安那克斯 前459年-前445年
- 波桑尼阿斯 前445年-前426年
- 普雷斯多安那克斯 前426年-前409年
- 波桑尼阿斯 前409年-前395年

色雷斯：奥德里斯王国：
- Teres I，国王（前460年–前445年）
- Sparatocos，国王（前450年–前431年）
- Sitalces，国王（前431年–前424年）
- Seuthes I，国王（前424年–前410年）
- Amadocus I，国王（前408年–前389年）
- Seuthes II，国王（前405年–前387年）

伊利里亚王国：
- Grabos I，Grabaei国王
- Sirras，（约前423年–前393年）

達契亞
- Charnabon，国王（前5世纪）

### 亚平宁半岛
罗马共和国执政官：
- 前500年 塞尔维乌斯·苏尔皮基乌斯·卡梅里努斯·科尔努图斯；马尼乌斯·图利乌斯·洛恩古斯
- 前499年 提图斯·阿埃布蒂乌斯·赫尔瓦；普布利乌斯（或盖乌斯）·维图里乌斯·格米努斯·基库里努斯
- 前498年 提图斯·拉尔基乌斯·弗拉乌斯 II；昆图斯·克洛埃利乌斯·西库卢斯
- 前497年 奥卢斯·塞姆普罗尼乌斯·阿特拉蒂努斯 I；马尔库斯·米努基乌斯·奥古里努斯 I
- 前496年 奥卢斯·波斯图米乌斯·阿尔布斯·雷吉雷恩西斯；提图斯·维尔吉尼乌斯·特里科斯图斯·卡埃利奥蒙塔努斯
- 前495年 阿庇乌斯·克劳狄·萨比努斯；普布利乌斯·塞尔维利乌斯·普里斯库斯·斯特鲁克图斯
- 前494年 奥卢斯·维尔吉尼乌斯·特里科斯图斯·卡埃利奥蒙塔努斯；提图斯·维图里乌斯·格米努斯·基库里努斯
- 前493年 斯普里乌斯·卡西乌斯·维凯利努斯 II；波斯图米乌斯·科米尼乌斯·奥鲁恩库斯 II
- 前492年 提图斯·格加尼乌斯·马凯里努斯；普布利乌斯·米努基乌斯·奥古里努斯
- 前491年 马尔库斯·米努基乌斯·奥古里努斯 II；奥卢斯·塞姆普罗尼乌斯·阿特拉蒂努斯 II
- 前490年 昆图斯·苏尔皮基乌斯·卡梅里努斯·科尔努图斯；斯普里乌斯·拉尔基乌斯·鲁弗斯（或弗拉乌斯）II
- 前489年 盖乌斯·尤利乌斯·尤卢斯 I；普布利乌斯·皮纳里乌斯·马梅尔蒂努斯·鲁弗斯
- 前488年 斯普里乌斯·纳乌蒂乌斯·鲁蒂卢斯；塞克斯图斯·弗里乌斯
- 前487年 提图斯·西基尼乌斯（或萨比努斯）；盖乌斯·阿基利乌斯·图斯库斯
- 前486年 斯普里乌斯·卡西乌斯·维凯利努斯 III；普罗库卢斯·维尔吉尼乌斯·特里科斯图斯·鲁蒂卢斯
- 前485年 塞尔维乌斯·科尔内利乌斯·马卢吉内恩西斯；昆图斯·费边·维布拉努斯 I
- 前484年 卢基乌斯·埃米利乌斯·马梅尔基努斯（或马梅尔库斯）I；凯索·费边·维布拉努斯 I
- 前483年 马尔库斯·费边·维布拉努斯 I；卢基乌斯·瓦莱里乌斯·波蒂图斯
- 前482年 昆图斯·费边·维布拉努斯 II；盖乌斯·尤利乌斯·尤卢斯 II
- 前481年 凯索·费边·维布拉努斯 II；斯普里乌斯·弗里乌斯·弗苏斯
- 前480年 马尔库斯·费边·维布拉努斯 II；格奈乌斯·曼利乌斯·钦钦纳图斯
- 前479年 凯索·费边·维布拉努斯 III；提图斯·维尔吉尼乌斯·特里科斯图斯·鲁蒂卢斯
- 前478年 卢基乌斯·埃米利乌斯·马梅尔基努斯（或马梅尔库斯）II；盖乌斯·塞尔维利乌斯·斯特鲁克图斯·阿哈拉
  - 补任：奥皮特尔·维尔吉尼乌斯·埃斯奎利努斯
- 前477年 盖乌斯（或马尔库斯）·霍拉蒂乌斯·普尔维卢斯 I；提图斯·梅内尼乌斯·拉纳图斯
- 前476年 奥卢斯·维尔吉尼乌斯·特里科斯图斯·鲁蒂卢斯；斯普里乌斯·塞尔维利乌斯·斯特鲁克图斯
- 前475年 盖乌斯·纳乌蒂乌斯·鲁蒂卢斯 I；普布利乌斯·瓦莱里乌斯·普布利科拉 I
- 前474年 卢基乌斯·弗里乌斯·梅杜利努斯；奥卢斯·曼利乌斯·乌尔索
- 前473年 卢基乌斯·埃米利乌斯·马梅尔基努斯（或马梅尔库斯）III；沃皮斯库斯·尤利乌斯·尤卢斯
- 前472年 卢基乌斯·皮纳里乌斯·马梅尔基努斯·鲁弗斯；普布利乌斯·弗里乌斯·梅杜利努斯·弗苏斯
- 前471年 阿庇乌斯·克劳狄·克拉苏 I；提图斯·昆克蒂乌斯·卡皮托利努斯·巴尔巴图斯 I
- 前470年 卢基乌斯·瓦莱里乌斯·波蒂图斯 II；提贝里乌斯·埃米利乌斯·马梅尔基努斯（或马梅尔库斯）I
- 前469年 提图斯·努米基乌斯·普里斯库斯；奥卢斯·维尔吉尼乌斯·卡埃利奥蒙塔努斯
- 前468年 提图斯·昆克蒂乌斯·卡皮托利努斯·巴尔巴图斯 II；昆图斯·塞尔维利乌斯·普里斯库斯 I
- 前467年 昆图斯·费边·维布拉努斯 I；提贝里乌斯·埃米利乌斯·马梅尔基努斯（或马梅尔库斯）II
- 前466年 昆图斯·塞尔维利乌斯·普里斯库斯 II；斯普里乌斯·波斯图米乌斯·阿尔比努斯·雷吉雷恩西斯
- 前465年 昆图斯·费边·维布拉努斯 II；提图斯·昆克蒂乌斯·卡皮托利努斯·巴尔巴图斯 III
- 前464年 奥卢斯·波斯图米乌斯·阿尔比努斯·雷吉雷恩西斯；斯普里乌斯·弗里乌斯·梅杜利努斯·弗苏斯
- 前463年 普布利乌斯·塞尔维利乌斯·普里斯库斯；卢基乌斯·埃布蒂乌斯·赫尔瓦
- 前462年 卢基乌斯·卢克莱修·特里基皮蒂努斯；提图斯·维图里乌斯·格米努斯·基库里努斯
- 前461年 普布利乌斯·沃卢姆尼乌斯·阿米恩蒂努斯·加卢斯；塞尔维乌斯（或普布利乌斯）·苏尔皮基乌斯·卡梅里努斯·科尔努图斯
- 前460年 普布利乌斯·瓦莱里乌斯·普布利科拉 II；盖乌斯·克劳狄·伊恩雷吉尔雷恩西斯·萨比努斯
  - 补任：卢基乌斯·昆克蒂乌斯·钦钦纳图斯
- 前459年 昆图斯·费边·维布拉努斯 III；卢基乌斯·科尔内利乌斯·马卢吉内恩西斯·乌里蒂努斯
- 前458年 盖乌斯·纳乌蒂乌斯·鲁蒂卢斯 II；卢基乌斯·米努基乌斯·埃斯奎利努斯·奥古里努斯
  - 独裁官：卢基乌斯·昆克蒂乌斯·钦钦纳图斯
- 前457年 盖乌斯（或马尔库斯）·霍拉蒂乌斯·普尔维卢斯 II；昆图斯·米努基乌斯·埃斯奎利努斯
- 前456年 马尔库斯·瓦莱里乌斯·马克西穆斯·拉克图卡；斯普里乌斯·维尔吉尼乌斯·特里科斯图斯·卡埃利奥蒙塔努斯
- 前455年 提图斯·罗米利乌斯·罗库斯·瓦蒂卡努斯；盖乌斯·维图里乌斯·基库里努斯
- 前454年 斯普里乌斯·塔尔佩伊乌斯·蒙塔努斯·卡皮托利努斯；奥卢斯·阿特尔尼乌斯·瓦鲁斯·弗恩蒂纳利斯
- 前453年 普布利乌斯·库里阿蒂乌斯·费斯图斯·特里格米努斯；塞克斯图斯·昆克蒂利乌斯
- 前452年 提图斯·梅内尼乌斯·拉纳图斯；普布利乌斯·塞斯蒂乌斯·卡皮托利努斯·瓦蒂卡努斯
- 前451年[a] 阿庇乌斯·克劳狄·克拉苏 II；提图斯·格努基乌斯·奥古里努斯
- 前450年 十人委员会[b]
- 前449年[c] 卢基乌斯·瓦莱里乌斯·波蒂图斯；马尔库斯·霍拉蒂乌斯·巴尔巴图斯
- 前448年 拉尔斯（或斯普里乌斯）·赫尔米尼乌斯·科里蒂内萨努斯；提图斯·维尔吉尼乌斯·特里科斯图斯·卡埃利奥蒙塔努斯
- 前447年 马尔库斯·格加尼乌斯·马凯里努斯 I；盖乌斯·尤利乌斯·尤卢斯 I
- 前446年 提图斯·昆克蒂乌斯·卡皮托利努斯·巴尔巴图斯 IV；阿格里帕·弗里乌斯·弗苏斯
- 前445年 马尔库斯·格努基乌斯·奥古里努斯；盖乌斯（或阿格里帕）·库尔蒂乌斯·斐洛（或基洛）
- 前444年 军政官[d]
  - 执政官：[e]卢基乌斯·帕皮里乌斯·穆吉拉努斯；卢基乌斯·塞姆普罗尼乌斯·阿特拉蒂努斯
- 前443年 马尔库斯·格加尼乌斯·马凯里努斯 II；提图斯·昆克蒂乌斯·卡皮托利努斯·巴尔巴图斯 V
- 前442年 马尔库斯·费边·维布拉努斯；波斯图米乌斯·埃布蒂乌斯·赫尔瓦·科尔尼凯恩
- 前441年 盖乌斯·弗里乌斯·帕基卢斯·弗苏斯；马尔库斯（或马尼乌斯）·帕皮里乌斯·克拉苏
- 前440年 普罗库卢斯·格加尼乌斯·马凯里努斯；卢基乌斯·梅内尼乌斯·拉纳图斯[f]
- 前439年 提图斯·昆克蒂乌斯·卡皮托利努斯·巴尔巴图斯 VI；阿格里帕·梅内尼乌斯·拉纳图斯
  - 独裁官：卢基乌斯·昆克蒂乌斯·钦钦纳图斯
- 前438年 军政官：Mamercus Aemilius Mamercinus、L. Julius Iulus、L. Quinctius Cincinnatus
- 前437年 马尔库斯·格加尼乌斯·马凯里努斯 III；卢基乌斯·塞尔吉乌斯·费德纳斯 I
- 前436年 卢基乌斯·帕皮里乌斯·克拉苏；马尔库斯·科尔内利乌斯·马卢吉内恩西斯
- 前435年 盖乌斯·尤利乌斯·尤卢斯 II；卢基乌斯（或普罗库卢斯）·维尔吉尼乌斯·特里科斯图斯 I
- 前434年 盖乌斯·尤利乌斯·尤卢斯 III[g]；卢基乌斯（或普罗库卢斯）·维尔吉尼乌斯·特里科斯图斯 II[h]
  - 军政官[i]：Ser. Cornelius Cossus、Q. Sulpicius Camerinus Praetextatus、M. Manlius Capitolinus
- 前433年 军政官：M. Fabius Vibulanus、L. Sergius Fidenas、M. Folius Flaccinator
- 前432年 军政官：L. Pinarius Mamercus、Spurius Postumius Albus Regillensis、L. Furius Medullinus
- 前431年 提图斯·昆克蒂乌斯·佩恩努斯·钦钦纳图斯 I；盖乌斯（或格奈乌斯）·尤利乌斯·门托
- 前430年 卢基乌斯（或盖乌斯）·帕皮里乌斯·克拉苏；卢基乌斯·尤利乌斯·尤卢斯
- 前429年 卢基乌斯·塞尔吉乌斯·费德纳斯 II；霍斯图斯·卢克莱修·特里基皮蒂努斯
- 前428年 提图斯·昆克蒂乌斯·佩恩努斯·钦钦纳图斯 II；奥卢斯·科尔内利乌斯·科苏斯
- 前427年 盖乌斯·塞尔维利乌斯·阿哈拉；卢基乌斯·帕皮里乌斯·姆吉尔拉努斯
- 前426年 军政官：T. Quinctius Pennus Cincinnatus、M. Postumius ---、C. Furius Pacilus Fusus、Aulus Cornelius Cossus
- 前425年 军政官：A. Sempronius Atratinus、L. Furius Medullinus、L. Quinctius Cincinnatus、L. Horatius Barbatus
- 前424年 军政官：Ap. Claudius Crassus、L. Sergius Fidenas、Sp. Nautius Rutilus、Sex. Julius Iulus
- 前423年 盖乌斯·塞姆普罗尼乌斯·阿特拉蒂努斯；昆图斯·费边·维布拉努斯·阿姆布斯图斯 I
- 前422年 军政官：L. Manlius Capitolinus、L. Papirius Mugillanus、Q. Antonius Merenda
- 前421年 格奈乌斯（或努梅里乌斯）·费边·维布拉努斯；提图斯·昆克蒂乌斯·卡皮托利努斯·巴尔巴图斯
- 前420年 军政官：L. Quinctius Cincinnatus 
 or: T. Quinctius Pennus Cincinnatus、M. Manlius Vulso、L. Furius Medullinus、A. Sempronius Atratinus
- 前419年 军政官：Agrippa Menenius Lanatus、Sp. Nautius Rutilus、P. Lucretius Tricipitinus、C. Servilius Axilla
- 前418年 军政官：L. Sergius Fidenas、C. Servilius Axilla、M. Papirius Mugillanus
- 前417年 军政官：P. Lucretius Tricipitinus、Agrippa Menenius Lanatus、Sp. Rutilius Crassus 或: Sp. Veturius Crassus Cicurinus、C. Servilius Axilla
- 前416年 军政官：A. Sempronius Atratinus、Q. Fabius Vibulanus Ambustus、M. Papirius Mugillanus、Sp. Nautius Rutilus
- 前415年 军政官：P. Cornelius Cossus、N. Fabius Vibulanus、C. Valerius Potitus Volusus、Q. Quinctius Cincinnatus
- 前414年 军政官：Cn. Cornelius Cossus、Q. Fabius Vibulanus Ambustus、L. Valerius Potitus、Publius Postumius Albus Regillensis
- 前413年 奥卢斯·科尔内利乌斯·科斯苏斯；卢基乌斯·弗里乌斯·梅杜利努斯 I
- 前412年 昆图斯·费边·维布拉努斯·阿姆布斯图斯 II；盖乌斯·弗里乌斯·帕基卢斯
- 前411年 卢基乌斯·帕皮里乌斯·姆吉尔拉努斯（或阿特拉蒂努斯）；斯普里乌斯·纳乌蒂乌斯·鲁蒂卢斯
- 前410年 马尼乌斯·埃米利乌斯·马梅尔基努斯；盖乌斯·瓦莱里乌斯·波蒂图斯·沃卢苏斯
- 前409年 格奈乌斯·科尔内利乌斯·科斯苏斯；卢基乌斯·弗里乌斯·梅杜利努斯 II
- 前408年 军政官：Gaius Julius Iulus、Gaius Servilius Ahala、P. Cornelius Cossus
- 前407年 军政官：Lucius Furius Medullinus、N. Fabius Vibulanus、C. Valerius Potitus Volusus、Gaius Servilius Ahala
- 前406年 军政官：P. Cornelius Rutilus Cossus、N. Fabius Ambustus、Cn. Cornelius Cossus、L. Valerius Potitus
- 前405年 军政官：T. Quinctius Capitolinus Barbatus、A. Manlius Vulso Capitolinus、Q. Quinctius Cincinnatus、Lucius Furius Medullinus、Gaius Julius Iulus、M' Aemilius Mamercinus
- 前404年 军政官：C. Valerius Potitus Volusus、Cn. Cornelius Cossus、M' Sergius Fidenas、Caeso Fabius Ambustus、P. Cornelius Maluginensis、Sp. Nautius Rutilus
- 前403年 军政官：M' Aemilius Mamercinus、M. Quinctilius Varus、L. Valerius Potitus、L. Julius Iulus、Ap. Claudius Crassus、M. Furius Fusus
- 前402年 军政官：Gaius Servilius Ahala、Q. Sulpicius Camerinus Cornutus、Q. Servilius Fidenas、A. Manlius Vulso Capitolinus、L. Verginius Tricostus Esquilinus、M' Sergius Fidenas
- 前401年 军政官：L. Valerius Potitus、Cn. Cornelius Cossus、马库斯·福利乌斯·卡米卢斯、Caeso Fabius Ambustus、M' Aemilius Mamercinus、Lucius Julius Iulus

叙拉古
- Gelo，僭主（前485年–前478年）
- Hiero一世，僭主（前478年–前466年）
- Thrasybulus，僭主（前466年–前465年）
- 大狄奥尼西奥斯，僭主（前405年–前367年）

## 非洲

### 迦太基
- 迦太基：

- Hamilcar I，国王（前c.510年–前480年）
- 汉诺二世，国王（前480年–前440年）
- 希米尔科，国王（前460年–前410年，西西里）
- Hannibal I，国王（前440年–前406年）
- 希米尔科二世，国王（前406年–前396年）

### 昔兰尼
- 昔兰尼：

- Battus IV，国王（前515年–前465年）
- 阿尔克西拉乌斯四世，国王（前465年–前440年）

### 埃及
- 埃及第二十八王朝 (法老) ：

- 阿米尔塔尼乌斯，法老（前404年–前398年）

### 库施
- 庫施国王：

- Amaniastabarqa，国王（前510年–前487年）
- Siaspiqa，国王（前487年–前468年）
- Nasakhma，国王（前468年–前463年）
- Malewiebamani，国王（前463年–前435年）
- Talakhamani，国王（前435年–前431年）
- Amanineteyerike，国王（前431年–前405年）
- Baskakeren，国王（前405年–前404年）
- Harsiotef，国王（前404年–前369年）